# فقمة ويديل
فقمة ويديل هي فقمة حقيقية كبيرة نسبياً وكثيرة الأعداد تعيش في محيط قارة أنتاركتيكا. موطن فقمات ويديل هو الأقرب إلى القطب الجنوبي من بين جميع ثدييّات العالم، إذ يمتدُّ حتى مضيق ماك ماردو عند دائرة عرض 77ْ جنوباً. وهي النوع الوحيد في جنس الفقمة صغيرة المخالب، كما أنها الفقمة الحقيقية الوحيدة التي تفضّل العيش على الشواطئ عن جليد البحر الطافي. فقمة ويديل هي أكثر الفقمات الأنتاركيتية المدروسة علمياً، ويعود الفضل في ذلك إلى كثرة أعدادها وسهولة العثور عليها واقتراب البشر منها، إذ يُقدَّر بأنه تُوجد منها نحو 800,000 فقمة. يترك جراء فقمات ويديل أمّهاتهم منذ عمر البضعة شهور، عندما يصبحون جاهزين للصَّيد ومواجهة الطقس القاسي.
اكتشفت وسُمِّيت فقمة ويديل في عشرينيات القرن التاسع عشر، خلال بعثات قادها المستكشف البريطاني جيمس ودل، إلى أجزاءٍ من المحيط المتجمد الجنوبي تُعرَف اليوم ببحر ودل.

## التصنيف والتطور

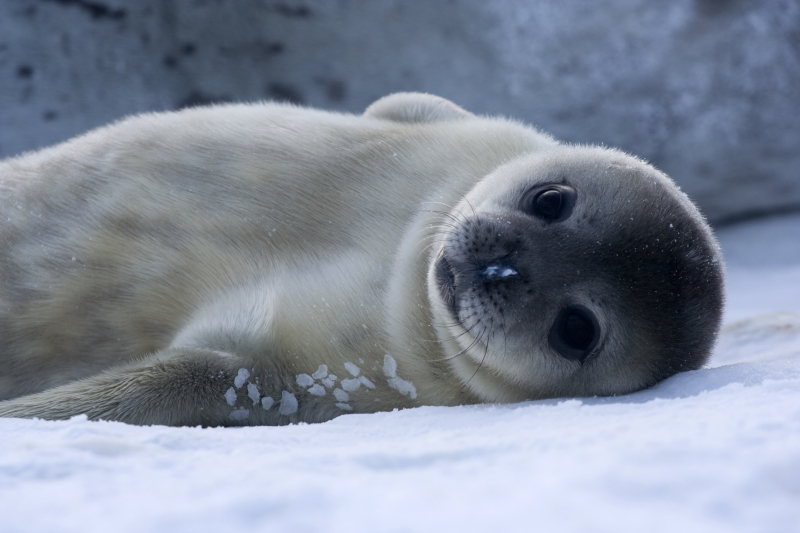
جرو فقمة ويديل.

تتشارك فقمة ويديل سلفاً مشتركاً حديثاً مع الفقمات الأنتاركتيكية الأخرى، التي تُعرَف معاً بالفقمات فصية الأسنان. من بين هذه الفقمات فقمة روس وفقمة النمر والفقمة آكلة السرطان، وهي تنتمي جميعاً إلى قبيلة الفقمات فصية الأسنان، وتتشارك تكيُّفاتٍ بينها الأسنان الفصية المجهَّزة لترشيح الطرائد الصغيرة من الماء. وقد تطوَّرت جميعاً بسرعة منذ عصر البليوسين وبانعزالٍ نسبيٍّ في محيط قارة أنتاركتيكا.

## الوصف
يبلغ طول فقمات ويديل ما يتراوح من 2.5 إلى 3.5 أمتار، وتزن من 400 إلى 600 كيلوغرام. تزن ذكور هذه الحيوانات أقلّ من الإناث، ولذا عادةً ما يكون وزنها نحو 500 كيلوغرام، لكنَّ الجنسين مع ذلك لا يختلفان تقريباً في الحجم، ولو أن الإناث قد تكون أكبر قليلاً من الذكور. لدى الذكور رقابٌ أثخن ورؤوس أعرض من تلك عند الإناث. يُشبَّه أحياناً وجه فقمة ويديل بوجوه القطط، وذلك نظراً إلى صغر فتحة فمه والتشابهات بين الحيوانين في بنية الأنف وشعرات الوجه.
ينمو عند هذه الفقمات غطاءٌ رقيقٌ من الفرو حول أغلب أجسادها، عدى عن مناطق صغيرة حول الزعانف. ويتغيَّر لون هذا الغطاء مع الزّمن، فيُصبِح أبهَتَ مع تقدّم الفقمة بالعمر، كما أنه يُستَبدل سنوياً عند بداية فصل الصَّيف. يطغى على الفقمات البالغة اللون البنّي، ويعلو بطونها فرو رقيق، وهم مرقَّطون ببقعٍ فاتحةٍ وغامقة، لونها أبيض فضّي على البطن. عادة ما تحمل الذكور البالغة من فقمات ويديل ندبات عديدة.
يكون فراء فقمات ويديل اليافعة رمادياً لأول 3 إلى 4 أسابيع، ثمَّ يُصبح أغمق مع مرور الوقت، ويصل الجراء مرحلة النضج الجنسي عند عمر الثلاث سنوات. يكون طول الصغار عند ولادتهم نحو نصف طول أمهاتهم، فيما يزنون 25 إلى 30 كيلوغراماً، غير أنهم ينمون بسرعة بمعدّل كيلوغرامين في اليوم، ويمكنوا أن يزنوا أكثر من 100 كيلوغرام بعد مضيّ 6 إلى 7 أسابيعٍ فقط على ولادتهم.